# Santa Maria de Palautordera
Santa Maria de Palautordera település Spanyolországban, Barcelona tartományban. Lakosainak száma 10 008 fő (2024).

## Földrajza
Santa Maria de Palautordera Fogars de Montclús, Sant Celoni, Vallgorguina, Llinars del Vallès, Sant Pere de Vilamajor, Sant Esteve de Palautordera és Vilalba Sasserra községekkel határos.

## Népesség
A település lakosságának változását az alábbi diagram mutatja:
| Lakosok száma | 733  | 1114 | 1580 | 2640 | 4975 | 7499 | 8823 | 9138 | 9423 | 10 008 |
|               | 1787 | 1900 | 1940 | 1965 | 1991 | 2004 | 2009 | 2014 | 2019 | 2024   |